# Franciszek Kamiński (generał dywizji)

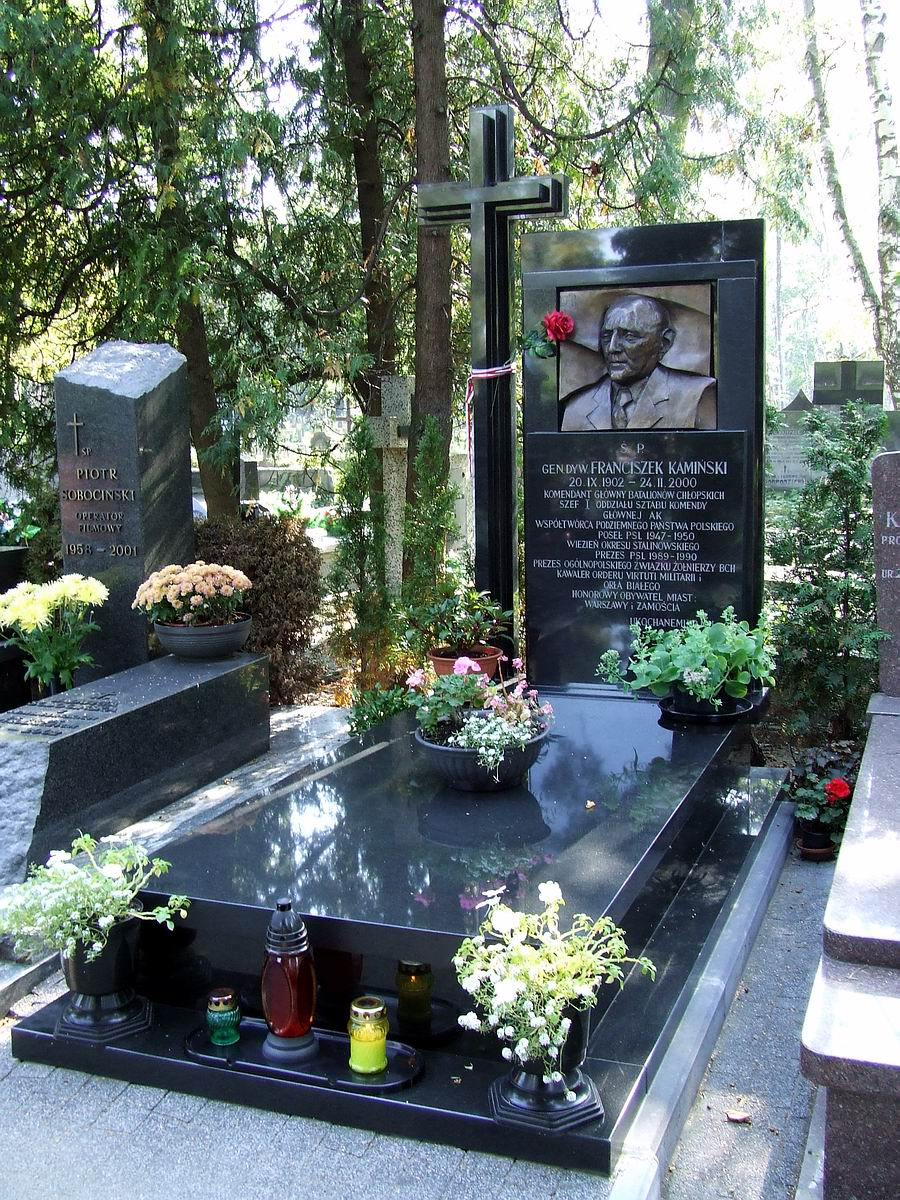
Grób gen. Franciszka Kamińskiego na Cmentarzu Wojskowym na Powązkach w Warszawie

Franciszek Wawrzyniec Kamiński, ps. „Olsza”, „Kowal”, „Zenon Trawiński” (ur. 20 września 1902 w Mikułowicach, zm. 24 lutego 2000 w Warszawie) – polski działacz ruchu ludowego i wojskowy, generał dywizji Wojska Polskiego, komendant główny Batalionów Chłopskich, szef I Oddziału Sztabu Komendy Głównej Armii Krajowej. Poseł do Krajowej Rady Narodowej i na Sejm Ustawodawczy. Kawaler Orderu Orła Białego.

## Życiorys

### Dzieciństwo i młodość
Syn Wawrzyńca i Katarzyny z domu Duda. Jego rodzice prowadzili w Mikułowicach niewielkie gospodarstwo rolne. Miał rodzeństwo: starsze siostry – Józefę, Annę i Mariannę oraz młodszego brata Stanisława. Ukończył szkołę powszechną w Wojciechowicach, potem uczył się w gimnazjum w Sandomierzu. Był tam współorganizatorem szkolnego hufca harcerskiego, w którym pełnił funkcję zastępcy komendanta. Podczas wojny polsko-bolszewickiej zgłosił się na ochotnika do wojska. W latach 1926–1929 studiował na Wydziale Matematyczno-Filozoficznym Uniwersytetu Warszawskiego.
W latach 1929–1930, po ukończeniu studiów, odbył przeszkolenie w batalionie podchorążych rezerwy piechoty nr 10A w Nisku i praktykę w 4 pułku piechoty Legionów w Kielcach. Służbę czynną zakończył w stopniu sierżanta podchorążego. Po odbyciu dodatkowych ćwiczeń mianowany został podporucznikiem rezerwy ze starszeństwem z dniem 1 stycznia 1932 w korpusie oficerów piechoty. W 1934 pozostawał na ewidencji Powiatowej Komendy Uzupełnień Ostrowiec i posiadał przydział mobilizacyjny do 2 pułku piechoty Legionów w Sandomierzu.
Pracę zawodową podjął początkowo jako kierownik świetlicy akademickiej w Instytucie Oświaty i Kultury Wsi im. Stanisława Staszica. W latach 1935–1936 był pracownikiem Szkoły Rzemiosł w Aleksandrowie Kujawskim, w latach 1936–1938 pracował w administracji wydawnictwa „Wieczór Warszawski”, potem od 1938 jako lustrator-rewident w Wydziale Rewizyjnym Związku Spółdzielni Spożywców „Społem” w Warszawie.
Już w czasie studiów czynnie zaangażował się w pracę społeczno-polityczną. Był członkiem Polskiego Stronnictwa Ludowego „Wyzwolenie”. W latach 1926–1929 pełnił funkcję kierownika Sekretariatu Naczelnego Stronnictwa. Jednocześnie był redaktorem organu prasowego PSL – tygodnika „Wyzwolenie”. Działał także w Polskiej Akademickiej Młodzieży Ludowej w Warszawie, gdzie w 1931 pełnił obowiązki prezesa. Współorganizował Związek Młodzieży Wiejskiej RP „Wici”. W latach 1933–1935 pełnił funkcję prezesa mazowieckiego Związku Młodzieży Wiejskiej, a w 1937 został członkiem Komisji Rewizyjnej ZMW RP „Wici”. Po zjednoczeniu ruchu ludowego w marcu 1931 został działaczem Stronnictwa Ludowego. W sierpniu 1937 uczestniczył w organizowaniu Wielkiego Strajku Chłopskiego. Maciej Rataj, obawiając się delegalizacji Stronnictwa, powierzył Franciszkowi Kamińskiemu zabezpieczenie majątku SL.

### II wojna światowa
Już w pierwszych tygodniach niemieckiej okupacji był jednym ze współtwórców centralnego ośrodka ruchu ludowego na terenie Warszawy, kierowanego przez Macieja Rataja. W konspiracji używał pseudonimów „Olsza” i „Zenon Trawiński”. W listopadzie 1939 podjął prace organizacyjne mające na celu stworzenie chłopskiego ruchu oporu na Kielecczyźnie. Z jego inspiracji powołano wówczas w powiecie pińczowskim, opatowskim, sandomierskim i iłżeckim pierwsze komórki konspiracyjne Stronnictwa Ludowego „Roch”. Pełnił wówczas funkcję łącznika pomiędzy rodzącą się kielecką organizacją SL a Centralnym Kierownictwem Ruchu Ludowego. Wchodził też w skład kierownictwa wojewódzkiego „Rocha”.
Opowiadał się za włączeniem chłopów do działalności Związku Walki Zbrojnej. Jednakże niechętny stosunek kadry dowódczej ZWZ do ludowców sprawił powołanie odrębnej organizacji zbrojnej ruchu ludowego. Z propozycją taką Franciszek Kamiński wystąpił do CKRL już na początku 1940. Centralne Kierownictwo Ruchu Ludowego powierzyło mu opracowanie doktryny wojskowej ruchu ludowego na czas wojny i przygotowanie odpowiednich dokumentów do powołania chłopskiej organizacji wojskowej.
W sierpniu 1940 Franciszek Kamiński zgłosił swą koncepcję utworzenia organizacji zbrojnej "Chłopska Straż” - kryptonim konspiracyjny „Chłostra”, później przemianowanej na Bataliony Chłopskie. W październiku został decyzją CKRL mianowany komendantem głównym pierwszej w dziejach Polski samodzielnej chłopskiej organizacji zbrojnej i funkcję tę pełnił do końca wojny. Bataliony Chłopskie liczyły wówczas ponad 157 tys. żołnierzy.

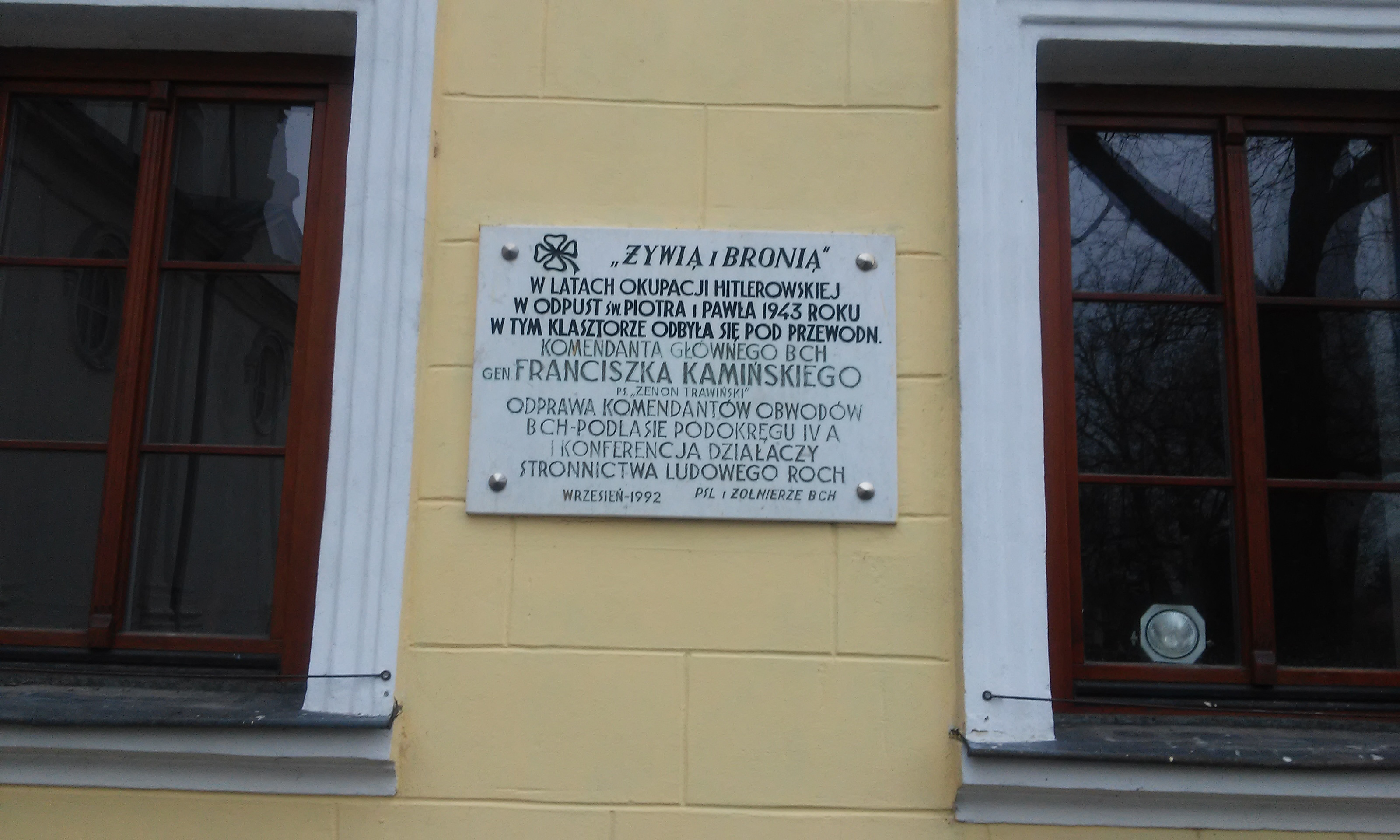
Tablica upamiętniająca przeprowadzoną w lipcu 1943 odprawę komendantów obwodów Batalionów Chłopskich-Podlaskie Podokręgu IV a w klasztorze Paulinów w Leśnej Podlaskiej

Gdy w 1942 hitlerowcy podjęli akcję wysiedlania ludności Zamojszczyzny, Franciszek Kamiński organizował pierwsze wystąpienia zbrojne BCh na tym terenie. Zwycięski przebieg walk pod Wojdą i Zaborecznem doprowadził do zahamowania akcji wysiedleńczej. W marcu 1943 doprowadził do scalenia sił BCh z Armią Krajową. W 1944 wszedł w skład Komendy Głównej Armii Krajowej. Pełnił funkcję szefa I Oddziału Sztabu AK. Uczestniczył w powstaniu warszawskim. Po jego upadku, wraz z innymi działaczami ruchu ludowego znalazł się w Podkowie Leśnej, gdzie w drugiej połowie października 1944 został powołany do 15-osobowego kierownictwa ruchu ludowego.

### Okres powojenny
W sierpniu 1945 ujawnił się w stopniu podpułkownika. Był jednym z najbliższych współpracowników Stanisława Mikołajczyka. Działał w Polskim Stronnictwie Ludowym, został członkiem władz Stronnictwa, pełnił funkcję kierownika Wydziału Organizacyjnego NKW PSL. Od 29 grudnia 1945 był posłem do Krajowej Rady Narodowej z ramienia PSL (został zgłoszony na IX sesji KRN). W styczniu 1947 w wyniku wyborów parlamentarnych został wybrany posłem Sejmu Ustawodawczego. Po wyjeździe Mikołajczyka z Polski i po opanowaniu siedziby PSL oraz redakcji „Gazety Ludowej” przez działaczy PSL współpracujących z PPR, Franciszek Kamiński został wydalony ze Stronnictwa, ale wkrótce odzyskał prawa członkowskie. W marcu i kwietniu 1948 uczestniczył w pracach Zarządu Chłopskiej Spółdzielni Wydawniczej. Pełnił także funkcję wiceprezesa Chłopskiego Towarzystwa Przyjaciół Dzieci. Z PSL ostatecznie został wykluczony w maju 1949, ponieważ nie chciał złożyć samokrytyki. W 1948 podjął pracę w Banku Gospodarstwa Spółdzielczego, następnie w Banku Rolnym na stanowisku inspektora kontroli kredytów w VI Oddziale Głównym.
21 lipca 1950 został aresztowany (Sejm uchylił jego immunitet poselski dopiero 23 marca 1951). Zarzucano mu czyny z art. 5 Dekretu z dnia 13 czerwca 1946 o przestępstwach szczególnie niebezpiecznych w okresie odbudowy państwa. W grudniu 1951 wyrokiem Sądu Wojskowego Franciszek Kamiński został skazany na 12 lat więzienia, 5 lat pozbawienia praw publicznych i obywatelskich, praw honorowych oraz przepadek całego mienia na rzecz Skarbu Państwa. Przebywał w więzieniach w Warszawie przy ul. Rakowieckiej i Koszykowej, potem w Potulicach i Rawiczu. Wypuszczony został w wyniku amnestii w kwietniu 1956.
W październiku 1956 Kolegium Sędziów Najwyższego Sądu Wojskowego w Warszawie uchyliło jego wyrok i umorzyło postępowanie. Podjął pracę jako urzędnik w Centrali Rolniczych Spółdzielni „Samopomoc Chłopska”, skąd odszedł na emeryturę w 1973. Po wyjściu z więzienia nie włączył się do czynnego życia politycznego. W latach 1957–1959 przewodniczył Komisji Historycznej BCh powołanej przy Zjednoczonym Stronnictwie Ludowym, w celu udokumentowania zbrojnego czynu ruchu ludowego w okresie wojny i okupacji. Utrzymywał ścisłe kontakty z wieloma działaczami ruchu ludowego. W tym środowisku Franciszek Kamiński był niekwestionowanym autorytetem. Wokół jego osoby skupiło się wielu niezrzeszonych ludowców, z czasem tworząc nieformalny ośrodek opozycyjny. Wbrew władzom politycznym i państwowym inicjował wiele obchodów i uroczystości o charakterze patriotyczno-religijnym, upamiętniających wielkie wydarzenia i postaci w ruchu ludowym. W 1970 był inicjatorem obchodów 50. rocznicy „Cudu nad Wisłą”.
W październiku 1980 został przez przewodniczącego Rady Państwa prof. Henryka Jabłońskiego awansowany na generała brygady. W 1982 wszedł w skład Społecznego Komitetu Budowy Pomnika Wincentego Witosa w Warszawie, który został odsłonięty w 1985. Od 1988 był członkiem Rady Ochrony Pamięci Walk i Męczeństwa. W lutym 1989 wszedł w skład działającej przy tej Radzie Komisji do spraw Upamiętnienia Ofiar Represji Okresu Stalinowskiego. Kierując Krajową Komisją Batalionów Chłopskich, aktywizował działalność środowiska byłych żołnierzy BCh. W sierpniu 1989 w Wilanowie wspólnie z innymi działaczami reaktywował Polskie Stronnictwo Ludowe. Na II Kongresie PSL (wilanowskiego) 11 listopada 1989 został wybrany na prezesa tego Stronnictwa. Zawsze był orędownikiem jedności politycznego działania ludowców. Zaangażował się w tworzenie wspólnej organizacji – jednolitego Polskiego Stronnictwa Ludowego. Na Kongresie Jedności PSL 5 maja 1990 został wybrany honorowym prezesem. W 1992 został prezesem Ogólnopolskiego Związku Żołnierzy Batalionów Chłopskich. Był przewodniczącym Społecznego Komitetu Budowy Pomnika Batalionów w Warszawie. 

## Życie prywatne
Przed wojną mieszkał w Lublinie, po wojnie w Milanówku, a potem w Warszawie. Był żonaty z Henryką z domu Kryczka. Małżeństwo miało syna i córkę.

## Miejsce spoczynku
Został pochowany na Cmentarzu Wojskowym na Powązkach w Warszawie (kwatera A3 tuje-3-12).

## Upamiętnienie
W sierpniu 2003 w Lublinie odsłonięto pomnik gen. Franciszka Kamińskiego. Monument mieści się przy rondzie jego imienia. W październiku 2007 w Wojciechowicach zostało otwarte muzeum i izba pamięci jego imienia.
Jest patronem Zespołu Szkół Centrum Kształcenia Rolniczego w Karolewie, a także szkół podstawowych w Bejscach oraz Maciejowie Starym.

## Awanse generalskie
- generał brygady – 1980
- generał dywizji – 1993

## Ordery, odznaczenia i honorowe obywatelstwa
- Order Orła Białego (3 maja 1996)[16]
- Krzyż Komandorski Orderu Odrodzenia Polski
- Order Krzyża Grunwaldu II klasy (1972)
- Krzyż Srebrny Orderu Virtuti Militari[potrzebny przypis]
- Złoty Krzyż Zasługi z Mieczami (1944)
- Krzyż Walecznych (1945)
- Krzyż Partyzancki
- Warszawski Krzyż Powstańczy (1 sierpnia 1981)
- Krzyż Batalionów Chłopskich
- Odznaczenie im. Ignacego Solarza (1988)[17]
- Pamiątkowy Medal z okazji 40 rocznicy powstania Krajowej Rady Narodowej (1983)[18]
- Honorowy Obywatel m.st. Warszawy (1993)
- Honorowy Obywatel Zamościa